# Scrapter striatus
Scrapter striatus är en biart som beskrevs av Smith 1853. Scrapter striatus ingår i släktet Scrapter och familjen korttungebin. Inga underarter finns listade i Catalogue of Life.